# Мосэлектротягстрой
Мосэлектротягстрой (ОАО «Трест Мосэлектротягстрой») — российский строительно-монтажный трест. Головной офис компании располагается в Москве.

## История
Во время Великой Отечественной войны организации, впоследствии вошедшие в состав «Мосэлектротягстроя» (Горем-5, Горем-11, СУ-334, СУ-336), выполняли задания по восстановлению железнодорожных путей и сооружений Московского железнодорожного узла, а также подходов к Москве. Горем-5 занимался реконструкцией перегонов, мостов и станций в Можайске, Вязьме, Дорогобуже, Смоленске. Горем-11 был занят восстановительными работами в Белоруссии и Польше, а после войны ремонтировал подъездные пути Подмосковного угольного бассейна. СУ-334 и СУ-336 восстанавливали пути и сооружения на смоленском, ленинградском и киевском направлениях. В 1941—1942 гг. СУ-336 выполняло работы по сооружению ледяной переправы через Северную Двину в Архангельске.
В сентябре 1949 года на базе Управления строительства № 101 и Московского строительного управления № 7 было организовано Строительное монтажное управление «Мосэлектротягстрой». Задачей нового предприятия стал перевод главных путей московского транспортного узла на электрическую тягу. В 1955 году СМУ «Мосэлектротягстрой» переименован в «Строительно-монтажный трест по электрификации Московского железнодорожного узла "Мосэлектротягстрой"».
К 1961 году «Мосэлектротягстрой» переустроил более 12 тыс. км радиальных железнодорожных путей, идущих из Москвы. В том же году за электрификацию Московского железнодорожного узла трест был награжден Орденом Трудового Красного Знамени.
В течение следующих 20 лет «Мосэлектротягстрой» построил комплекс моторвагонных депо Москвы и Московской области, крупнейшую в Европе сортировочную станцию Бекасово, в 1964 г. закончил строительство западного участка Большой Московской окружной железной дороги протяжённостью 206 км (было уложено 310 км железнодорожных путей и построено 10 вокзалов). Также трест реконструировал столичные вокзалы — Ленинградский и Ярославский (объем вокзала был увеличен на 15 тыс. м³, на Комсомольской площади было возведено вокзальное здание, в котором расположилось центральное бюро обслуживания пассажиров Московского железнодорожного узла). В 70-е годы «Мосэлектротягстрой» начал жилищное строительство в центральной России.
В 1983 году трест завершил строительство здания Госстроя СССР в Москве на улице Малая Дмитровка, где сейчас располагается Совет Федерации. К 850-летию Москвы в 1997 году «Мосэлектротягстрой» завершил многолетнюю реконструкцию Казанского вокзала.

### Приватизация
В начале 2000-х годов трест выводится из состава Минтранстроя и реорганизуется в Федеральное государственное унитарное предприятие (ФГУП).
В декабре 2005 года «Мосэлектротягстрой» был преобразован в открытое акционерное общество, началась его приватизация (единственным акционером и учредителем выступило Росимущество РФ), которая завершилась к 2011 году.

### Руководители
1. Николай Гаранович — начальник СМУ «Мосэлектротягстрой» (1949—1950 гг.);
2. Николай Барсков — начальник СМУ «Мосэлектротягстрой» (1950—1951 гг.);
3. Константин Галахов — управляющей трестом (1951—1976 гг.);
4. Василий Мороз — управляющей трестом (1976—1983 гг.);
5. Иван Бандоля — управляющей трестом (1983—2002 гг.);
6. Виктор Абдурахманов — управляющий трестом (2002—2005 гг.), генеральный директор (2005–2013 гг.);
7. Антон Абдурахманов — генеральный директор (2013—2016 гг.);
8. Николай Мирный — генеральный директор (2016 — 2017 гг.);
9. Григорий Вайсман - генеральный директор (2017 по н.в.).
10. Кацер Евгений Игоревич - Конкурсный управляющий - банкротство компании (с 11.2018)

Двое из директоров треста — Иван Бандоля и Николай Мирный — имеют орден «За заслуги перед Отечеством» II степени.

## Деятельность
Сейчас в составе треста — 20 филиалов в Москве, Московской, Костромской и Владимирской областях. Шесть баз расположены в Москве, Ярославле, Костроме, Александрове, Малоярославце, Нахабино. Общее число сотрудников составляет почти 3 тыс. человек.
Наиболее крупные проекты «Мосэлектротягстроя» за последние несколько лет — Научный центр акушерства, гинекологии и перинатологии имени В. И. Кулакова в Москве, бизнес-центр «Два капитана» в подмосковном Красногорске, электродепо Братеево столичного метрополитена.

## Известные проекты
1. Реконструкция Ярославского вокзала (1963 г.);
2. Реконструкция Дома творчества писателей в Переделкино (1969 г.);
3. Большая Московская окружная железная дорога (1960–1968 гг.);
4. Сортировочная станция «Бекасово» (1975 г.);
5. Здание Совета Федерации (1983 г.);
6. Реконструкция Ленинградского вокзала (1975, 1997 г.);
7. Строительство моторвагонного депо «Крюково» (2000 г.);
8. Реконструкция Казанского вокзала (1997 г.);
9. Капитальный ремонт МХТ им. Чехова (2003 г.);
10. Участие в проекте «Сахалин-2» (2005 г.);
11. 2-я очередь здания Счетной палаты РФ (2006 г.);
12. Конькобежный центр Московской области в Коломне (2006 г.);
13. Дом Правительства Московской области (2007 г.);
14. Строительство и реконструкция более 20 зданий Академии Гражданской Защиты МЧС в Новогорске (1997—2011 гг.);
15. Участие в реконструкции сценической зоны Большого театра (2010 г.);
16. Реконструкция здания Русского географического общества в Москве (2012 г.);
17. Капитальный ремонт театра «Ленком» (2011 г.).

- В 2014 году журнал Forbes включил компанию в список крупнейших господрядчиков[8].
- Является собственником ОАО Сибирский Промстройпроект (Новокузнецк) после приобретения 100% акций .[9]